# Edvard Lasota
Edvard Lasota (ur. 7 marca 1971 w Trzyńcu) – czeski piłkarz występujący na pozycji pomocnika.

## Kariera klubowa
Treningi rozpoczął w 1979 roku w zespole Fotbal Třinec. W 1988 roku został włączony do jego pierwszej drużyny, w której spędził rok. Następnie grał w Zbrojovce Brno, VTJ Tábor oraz Dukli Praga. W 1991 roku ponownie trafił do Zbrojovki Brno. W 1992 roku zmieniła ona nazwę na Boby Brno. Na początku 1994 roku przeszedł do Sigmy Ołomuniec. W niej z kolei spędził rok.
W 1995 roku został graczem Petry Drnovice. Grał tam przez 1,5 roku, a w połowie 1996 odszedł do Slavii Praga. W 1997 roku zdobył z nią Puchar Czech. W 1998 roku podpisał kontrakt z włoską Reggianą z Serie B. W 1999 roku spadł z nią do Serie C1. Wówczas został wypożyczony do czeskiego zespołu SFC Opava. W 2000 roku wrócił do Reggiany, nadal grającej w Serie C1. Występował w niej jeszcze przez pół roku.
W styczniu 2001 roku odszedł do Salernitany z Serie B. Przez pół roku w jej barwach nie zagrał jednak ani razu. W połowie 2001 roku wrócił do Czech, gdzie reprezentował barwy zespołów FK Drnovice, Tescoma Zlín, Fotbal Třinec oraz SK Bystřice nad Olší, gdzie w 2008 roku zakończył karierę.

## Kariera reprezentacyjna
W reprezentacji Czech zadebiutował 13 grudnia 1995 roku w wygranym 2:1 towarzyskim meczu z Kuwejtem. W 1997 roku został powołany do kadry na Puchar Konfederacji. Zagrał na nim w pojedynkach z RPA (2:2), Urugwajem (1:2), Zjednoczonymi Emiratami Arabskimi (6:1), Brazylią (0:2) oraz ponownie z Urugwajem (1:0). W drugim meczu z Urugwajem strzelił także gola, który był jednocześnie jego pierwszym w drużynie narodowej. Tamten turniej Czechy zakończyły na 3. miejscu.
W latach 1995–1998 w drużynie narodowej Lasota rozegrał w sumie 15 spotkań i zdobył 2 bramki.